# Red Riding Hood
Red Riding Hood är en amerikansk fantasy-/skräckfilm från filmåret 2011, regisserad av Catherine Hardwicke med manus av David Leslie Johnson. Filmen bygger på folksagan Rödluvan i Bröderna Grimms och Charles Perraults versioner.

## Handling
Valerie (Amanda Seyfried) är en ung kvinna som bor i den lilla byn Daggerhorn. Hon är förälskad i skogshuggaren Peter (Shiloh Fernandez), men hennes föräldrar Cesaire (Billy Burke) och Suzette (Virginia Madsen) har lovat den rike smeden Adrian Lazar (Michael Shanks) att Valerie ska gifta sig med hans son Henry (Max Irons). 
Valerie planerar att fly med Peter, men deras plan läggs på is när stadens sirener berättar att varulven som attackerade deras by har dödat någon. När en närmare utredning av offret görs, visar det sig vara Valeries storasyster Lucy som dödats. Lucy hade gått ut i skogen efter att ha fått reda på att Valerie har blivit bortlovad till Henry, som Lucy älskade. 
Adrian, Henry, Peter, Cesaire, och de andra männen ger sig ut i skogen för att jaga vargen och lyckas halshugga den, men Adrian dör under processen. Männen kommer tillbaka med en vanlig grå varg, menat att vara vargen som attackerade byn.
Medan Valerie hjälper Suzette att balsamera Adrians kropp, får hon reda på att Suzette och Adrian hade en affär och att Lucy egentligen är hans dotter och därmed Henrys halvsyster, och att det är därför hon inte blev bortlovad till Henry. Valerie får också reda på att Cesaire är fullständigt omedveten om detta.
Byborna bestämmer sig för att fira att vargen är död, men festen avbryts av den berömda häxjägaren Fader Solomon (Gary Oldman) som avslöjar att byborna inte dödat den riktiga vargen. I så fall hade den förvandlats tillbaka till människa. Byborna bestämmer sig trots allt för att fortsätta fira. Men festen avbryts än en gång av den riktiga vargen, som dödar att antal människor. Det visar sig att de som blivit bitna av varelsen under veckan kommer att få förbannelsen snabbt, eftersom det är blodmåne. Valerie och hennes vän (Shauna Kain) blir överraskade och fångade i ett hörn av vargen när de försöker ta sig till kyrkan, eftersom den heliga marken är säker. Vargen börjar tala med Valerie genom morrningar som hon (till sin förvåning) verkar förstå. När de två kompisarna återvänder till kyrkan, efter att ha blivit räddade av fader Solomon och hans män, upptäcker man att en av fader Solomons vakter, som hade blivit överfallen av varulven, fortfarande lever, även om han har blivit biten av vargen. Trots vaktens brors protester dödar Fader Solomon vakten, och räddar byn från ytterligare en varulv.
Följande dag grips Roxannes autism bror av Fader Solomon, som påstår att han är en medbrottsling. Det visar sig att Roxannes bror ska avrättas. Roxanne berättar Fader Soloman att Valerie kan kommunicera med vargen i hopp om att han ska släppa hennes bror. Senare får hon reda på att hennes bror redan är död. Samtidigt håller Fader Solomon Valerie fångad och använder henne som bete för att locka fram vargen, men hon räddas av Peter och Henry. Medan Henry frigör Valerie armar från några kedjor, sätter Peter brand i tornet, där fader Salomon är. Under akten fångas Peter och kastas in i en järnelefant som fader Solomon använder som tortyrredskap. Mitt i allt kaos försöker Fader Solomons män skjuta mot Valerie och Henry. Vargen dödar fler personer och följer efter Valerie till Kyrkan där den bränner sin tass då den försöker komma in på den heliga marken. Fader Salomon försök att döda vargen, men hans hand blir avbiten. Valerie vän Roxanne och andra bybor skyddar henne från vargen tills solen går upp. Eftersom fader Solomon har blivit biten, blir fader Solomon avrättad. Samtidigt har Valerie en dröm och blir övertygad om att hennes farmor (Julie Christie) som bor i en stuga i skogen är i fara och att vargen är ute efter henne.
Valerie ger sig i väg mot hennes farmors hus, hon stannar vid kapellet på vägen dit och lägger ner Faser Solomons avhuggna hand i sin korg. I skogen möter hon Peter, som har på sig en handske. Han berättar hur han kunde fått det av järnelefanten. Valerie anar att han är vargen som försöker dölja sin brända tass så hon hugger honom med en kniv. Sedan flyr hon iväg mot sin farmors hus. När hon väl anländer tycker hon att hennes farmor upphör sig konstigt och inte vill visa sig för Valerie. Då avslöjar det sig att varulven varken är Peter eller Valeries farmor, utan i stället Cesaire, hennes far. Cesaire förklarar för henne att han måste skicka vidare sin gåva eftersom blod-månen snart är över. Han berättar att han först hade tänkt ge den till Lucy, men när han såg rädslan i hennes ansikte visste han att hon inte skulle förstå han. Varje avkomma efter en varg måste förstå dess språk. Han hade blivit så rasande så att han dödade henne. (Det förklarar också varför vargen mördade Adrian).
Precis då Cesaire lutar sig framåt för att bita Valerie, kommer plötsligt Peter till hennes räddning. Cesaire biter Peter precis innan Valerie hugger honom med de silvriga fingernaglarna på Fader Solomons avhuggna hand, och Peter lyckas hugga honom bakifrån med sin yxa. Valerie och Peter skär upp magen på vargen, fyller den med stenar och dumpar vargen i vattnet.  
Valerie väljer att bo i sin mormors hus. Hon tänker vänta på Peter, som, fullt medveten om att han är förbannad, drar sig tillbaka till ödemarker för att lära sig att kontrollera sin förbannelse. Ett par år senare, när Valerie står och vaggar något i famnen, hör hon ett ljud. När hon tittar upp ser hon vargen, som nu är Peter. Hon ler när de återförenas. Den bild som avslutar filmen är när Valerie, i sin röda kappa, kommer gående på ett snöklätt berg med Peter.

## Skådespelare
- Amanda Seyfried - Valerie[1]
- Virginia Madsen - Suzette[2]
- Billy Burke - Cesaire[3]
- Julie Christie - Farmor[4]
- Shiloh Fernandez - Peter[5]
- Gary Oldman - Fader Solomon[6]
- Max Irons - Henry Lazar[7]
- Michael Shanks - Adrien Lazar[3]
- Christine Willes- Madam Lazar[3]
- Michael Hogan - Den fogande[8]
- Lukas Haas - Fader August[9]

## Soundtrack
Filmens musik är av Brian Reitzell och Alex Heffes.
1. "Towers Of The Void" – Brian Reitzell
2. "Kids" – Brian Reitzell & Alex Heffes
3. "Dead Sister" – Brian Reitzell & Alex Heffes
4. "The Wolf" – Fever Ray
5. "Mt. Grimoor" – Brian Reitzell & Alex Heffes
6. "Tavern Stalker" – Brian Reitzell & Alex Heffes
7. "Grandma’s House" – Brian Reitzell & Alex Heffes
8. "Keep The Streets Empty For Me" – Fever Ray
9. "Wolf Attack" – Brian Reitzell & Alex Heffes
10. "Just A Fragment Of You" – Anthony Gonzalez from M83 & Brian Reitzell
11. "The Reveal" – Brian Reitzell & Alex Heffes
12. "Finale" – Brian Reitzell & Alex Heffes
13. "Crystal Visions" – The Big Pink

Vissa låtar från filmen är inte med på det officiella soundtracket:
- "Fire Walking" – Anthony Gonzalez and Brian Reitzell
- "Let’s Start An Orchestra" – Ken Andrews and Brian Reitzell
- "Ozu Choral" – Brian Reitzell
- "Piano Study No. 1 (Symphonic)" – Brian Reitzell